# Арсеније
Арсеније је мушко српско хришћанско (и календарско) име. Потиче из грчке речи „Arsenios“, односно „arsen“ која означава онога који је храбар, мужеван, јак.

## Популарност
У Србији је ово име 2018.  године било на 50. месту по популарности.

## Изведена имена
Од овог имена изведена су имена Арса, Арсен и Арсо.